# Karshomyia insolens
Karshomyia insolens är en tvåvingeart som först beskrevs av Ephraim Porter Felt 1920.  Karshomyia insolens ingår i släktet Karshomyia och familjen gallmyggor.
Artens utbredningsområde är New York. Inga underarter finns listade i Catalogue of Life.